# 自由改革連合

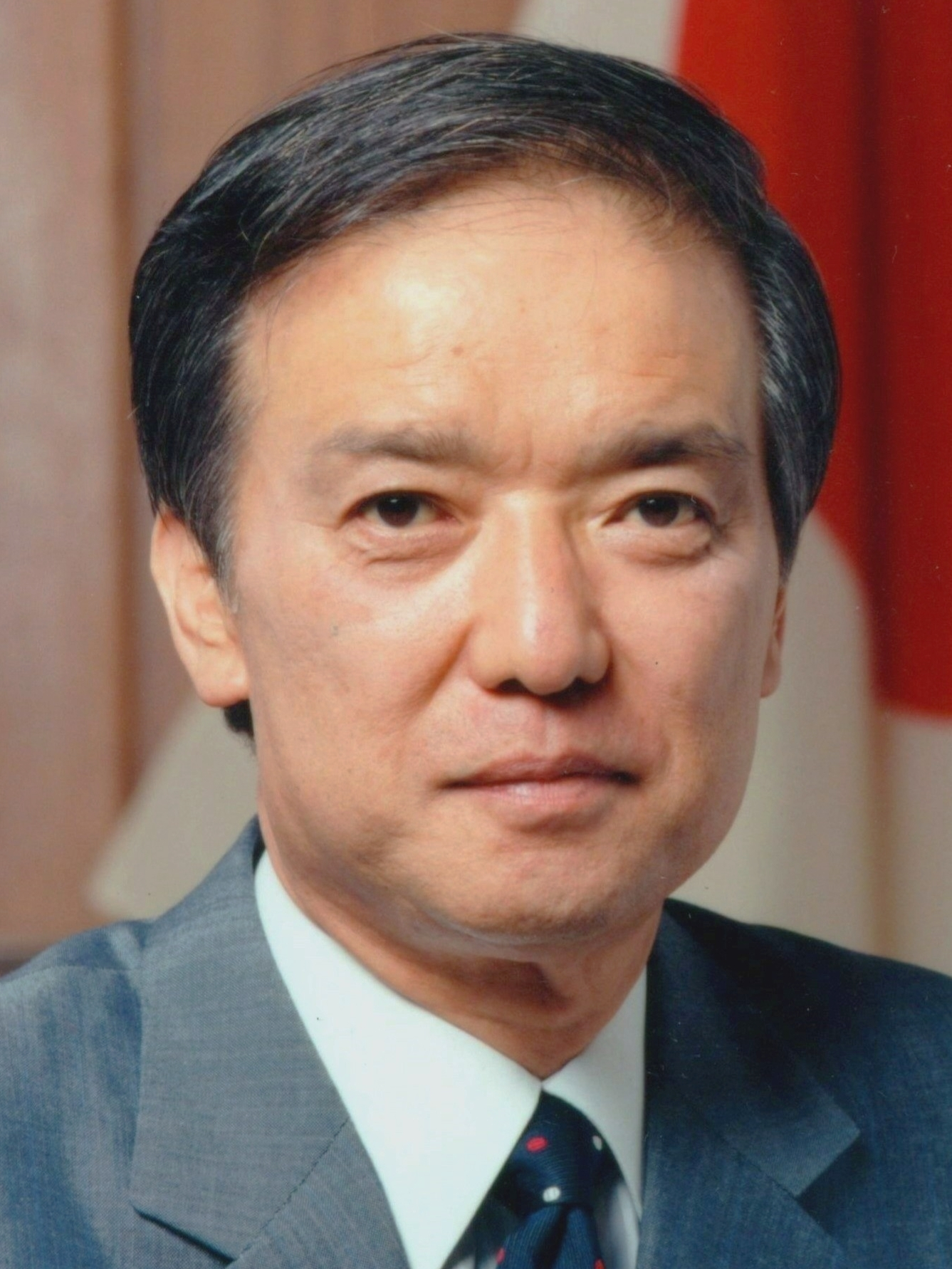
代表の海部俊樹

自由改革連合（じゆうかいかくれんごう）は、1994年7月から12月まで存在した日本の政党連合。
1993年の細川内閣の誕生以降に主に自由民主党を離党した政治改革推進派の国会議員によって結成された諸党派が合流し、1994年6月29日の内閣総理大臣指名選挙で日本社会党委員長村山富市に敗れた元自民党総裁・元総理大臣の海部俊樹を代表として7月27日に結成した。
同年12月10日の新進党結党大会を前に解散したが、柿沢と佐藤静雄、津島は新進党に参加しなかった（津島は無所属期間を経て自民党復党、柿沢・佐藤は自由連合の結成に参加し、暫く後に自民党復党している）。新進党結党後、自民党に復党・入党した者、さらに閣僚を務めた者も少なくない。

## 参加党派・メンバー

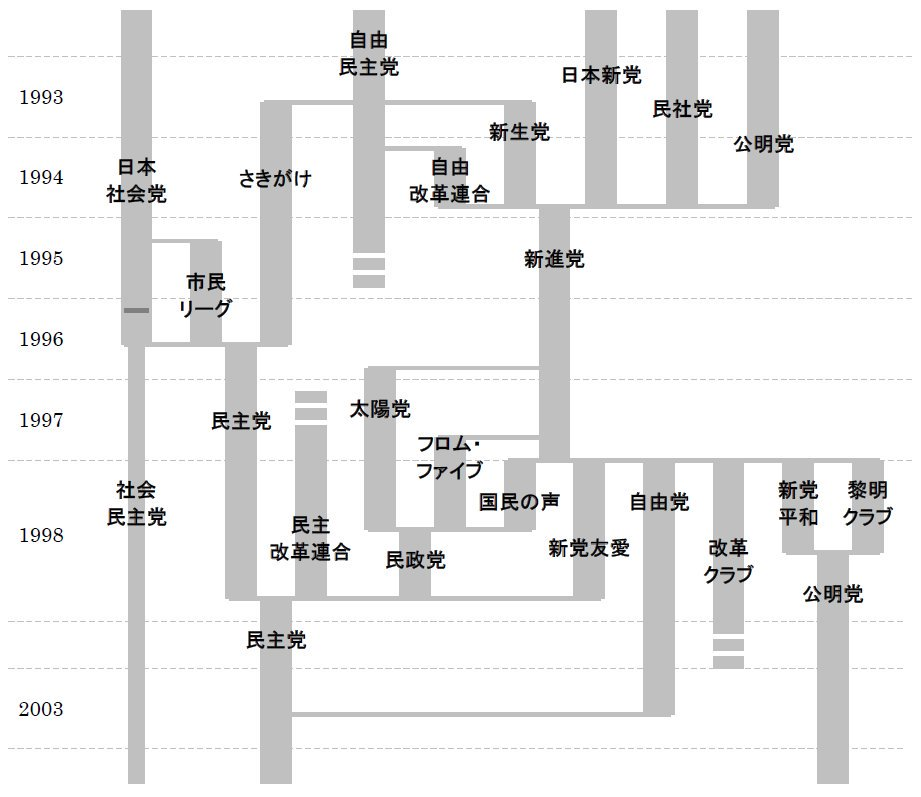
1990年代の政党の離合集散

- 高志会

海部俊樹（代表）、今津寛、津島雄二、野田毅、野呂昭彦、保岡興治
- 改革の会

西岡武夫（事務局長）、鳩山邦夫、大石正光、笹川堯、石田勝之
- 新党みらい

鹿野道彦、北川正恭、佐藤敬夫、坂本剛二、増子輝彦
- 自由党（柿沢自由党）

柿沢弘治、太田誠一、新井将敬、佐藤静雄、山本拓、米田建三、高市早苗